# Hunter Wendelstedt
Harry Hunter Wendelstedt III (né le 22 juin 1971 à Atlanta, Géorgie, États-Unis) est un arbitre de baseball officiant dans les Ligues majeures depuis 1998.
Il a d'abord arbitré uniquement dans la Ligue nationale de baseball en 1998 et 1999, avant de commencer à travailler dans les deux ligues majeures en 2000.
Il porte le numéro d'uniforme 21, en l'honneur de son père Harry Wendelstedt, officiel dans la Ligue nationale pendant 23 années. Harry Hunter Wendelstedt a choisi d'utiliser son deuxième prénom pour éviter la confusion avec son père.
Le 10 août 1998 à San Diego, Hunter Wendelstedt était l'arbitre au deuxième but dans un match entre les Padres et les Marlins de la Floride. Son père Harry était l'officiel derrière le marbre. Il s'agissait du premier duo père-fils à arbitrer dans le même match des Ligues majeures de baseball.

## Matchs importants
- Série de championnat de la Ligue américaine de baseball en 2006.
- Série de division de la Ligue nationale de baseball en 2003.